# Marilyn Esquivel
Marilyn Alexandra Esquivel (La Plata, Buenos Aires, Argentina; 23 de febrero de 1995) también conocida deportivamente como Lali Esquivel es una futbolista argentina. Juega de delantera en Gimnasia y Esgrima La Plata de la Primera División A de Argentina.

## Trayectoria

### Villa San Carlos
Llegó a las Villeras en 2016 por medio de la arquera Verónica Fuster, quien luego de verla jugar le insistió en integrar el equipo, anteriormente se había probado en otros clubes pero según sus palabras no se sentía cómoda. Pronto comenzó a destacarse en el club, siendo una de las goleadoras.

### Gimnasia y Esgrima La Plata
En 2018 se integra a Las Lobas. Realizó una gran campaña con el conjunto albiazul, siendo ella una pieza fundamental del equipo y llegó a ser nominada como "Jugadora Destacada" por el Premios Alumni. En agosto de 2019 con la semiprofesionalización del fútbol femenino en Argentina, firmó su primer contrato profesional con el club. En julio de 2020 renueva su vínculo con Gimnasia. En enero de 2023 vuelve a renovar su contrato con el Lobo.

### Olimpia
En julio de 2023 se confirmó su traspaso por 6 meses al Club Olimpia. Con el conjunto paraguayo disputó la Copa Libertadores de dicho año. Su debut en el certamen se dio ingresando a los 60 minutos por Milagros Rolón. Se consagró campeona del torneo paraguayo 2023.

### Regreso a Gimnasia
En enero de 2024 se confirma su regreso con las Lobas de cara a la temporada de dicho año.

## Estadísticas

### Clubes
| Club                        | País      | Año             |
| --------------------------- | --------- | --------------- |
| Villa San Carlos            | Argentina | 2016 - 2018     |
| Gimnasia y Esgrima La Plata | Argentina | 2018 - 2023     |
| Club Olimpia                | Paraguay  | 2023 - 2024     |
| Gimnasia y Esgrima La Plata | Argentina | 2024 - presente |

## Vida personal
Es hincha fanática de Gimnasia de La Plata su referente en el fútbol femenino es Alex Morgan y su ídolo es Maradona.